# Judicaël
Judicaël van Bretagne (gestorven: 888 of 889) was koning van Bretagne van 876 tot aan zijn dood. Hij was een kleinzoon van koning Erispoë en claimde het Koninkrijk Bretagne na de dood van Pascweten en Gurwent. Hij streed met Alan van Vannes om het koninkrijk. Hij vocht gezamenlijk met hem tegen de Vikingen, maar Judicaël sneuvelde tijdens de Slag bij Questembert.